# Common law

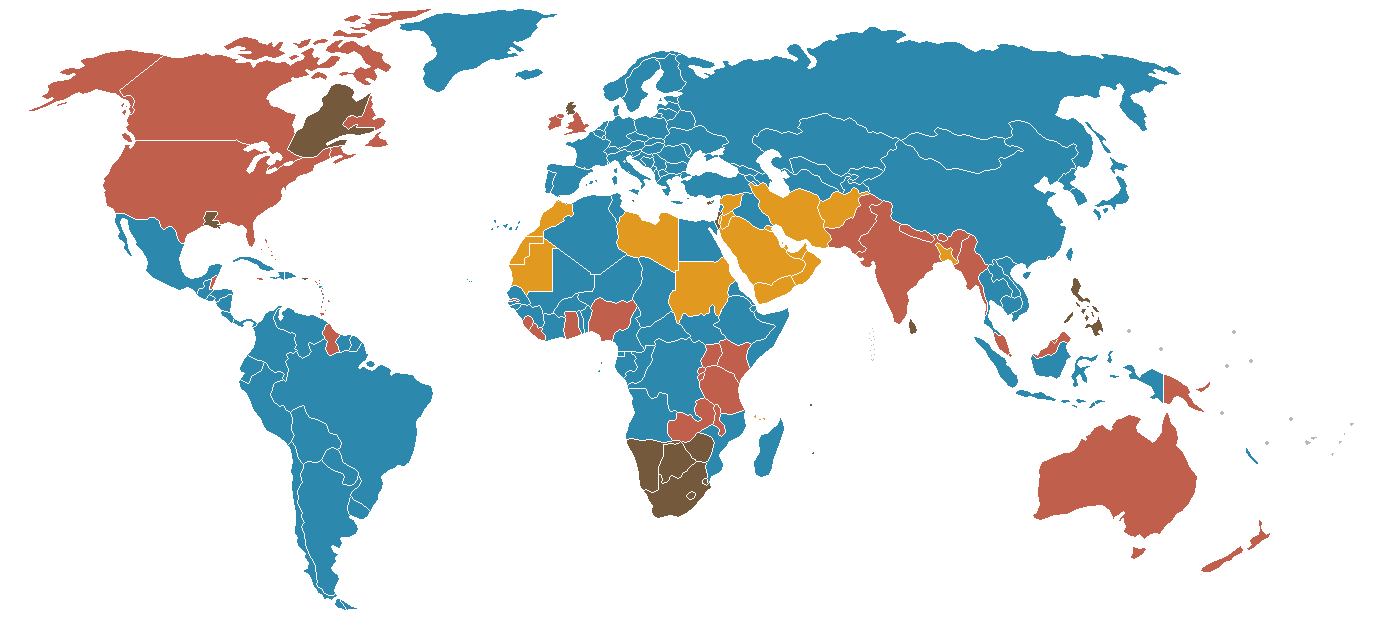
Rechtsstelsels in de wereld:
Continentaal recht
Common law

Common law is een uniform, landelijk rechtsstelsel dat in de middeleeuwen in  Engeland is ontstaan vanuit het versnipperde, plaatselijke gewoonterecht (customary law). In het common law-systeem is jurisprudentie leidend, wat inhoudt dat bij wetsvorming uitgegaan wordt van gerechtelijke uitspraken die eerder gedaan zijn in gelijksoortige zaken (decisions).  Het is het tegenovergestelde van continentaal recht, dat is gebaseerd op wetgeving die door de landelijke overheid wordt opgelegd.
Het common law-systeem wordt nog steeds toegepast in het Verenigd Koninkrijk. Het systeem is door Engelse kolonisten geïntroduceerd in de gebieden waarin zij zich vestigden en is met name in Australië, India, de Verenigde Staten en delen van Afrika leidraad voor het nationale rechtsstelsel.

## Geschiedenis

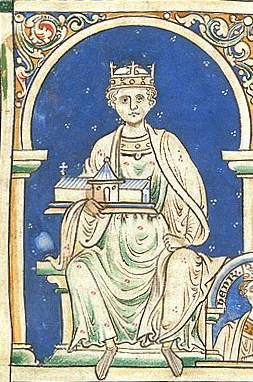
Hendrik II van Engeland, grondlegger van de common law

In de hoge middeleeuwen was het gewoonterecht de belangrijkste rechtsbron in Europa. In de landen op het vasteland werd het gewoonterecht vanaf de late middeleeuwen verdrongen door het Romeins recht. Dit gebeurde niet in Engeland. In dat land was toen reeds een heel andere ontwikkeling gaande, in gang gezet door koning Hendrik II als belangrijk element in zijn streven om de koninklijke macht te consolideren.
In opdracht van de koninklijke hofraad (curia regis) reisden rechters het land rond om het gewoonterecht vast te leggen. Daarbij lieten ze zich voor informatie over het plaatselijke gewoonterecht bijstaan door een comité van plaatselijke bewoners: de jury. Zij begonnen op basis van wat ze aantroffen een rechtsstelsel te bouwen dat geldig was in het hele koninkrijk. Zo ontstond uit de vele plaatselijke gewoonteregels een stelsel van gemeenschappelijke rechtsregels: de common law. De common law-rechtszaken en de daarbij horende gerechtelijke redeneringen zijn vanaf het midden van de 13e eeuw vastgelegd en per jaar gebundeld.
Tot aan de 17e eeuw bestonden in Engeland oudere rechtsstelsels naast de common law. Romeins recht werd onder andere toegepast in maritieme rechtbanken en in kerkelijke rechtbanken gold het canoniek recht, common law werd toegepast in stedelijke en dorpsrechtbanken. In het midden van de 17e eeuw werd de koning definitief gedwongen zijn macht af te staan aan het Parlement van Engeland. Het Parlement eiste het recht op om de common law vast te leggen en verklaarde andere wetssystemen ondergeschikt aan het common law-stelsel.
Vanaf de 17e eeuw hebben Engelse juristen, onder wie Edward Coke en William Blackstone, de common law systematisch beschreven en geanalyseerd en daarmee een wetenschappelijk fundament gelegd voor het huidige common law-stelsel. Een belangrijk element in de common law-theorie was dat doctrines over absolute macht die ten grondslag lagen aan het continentale rechtsstelsel, werden verworpen.

## Huidige situatie

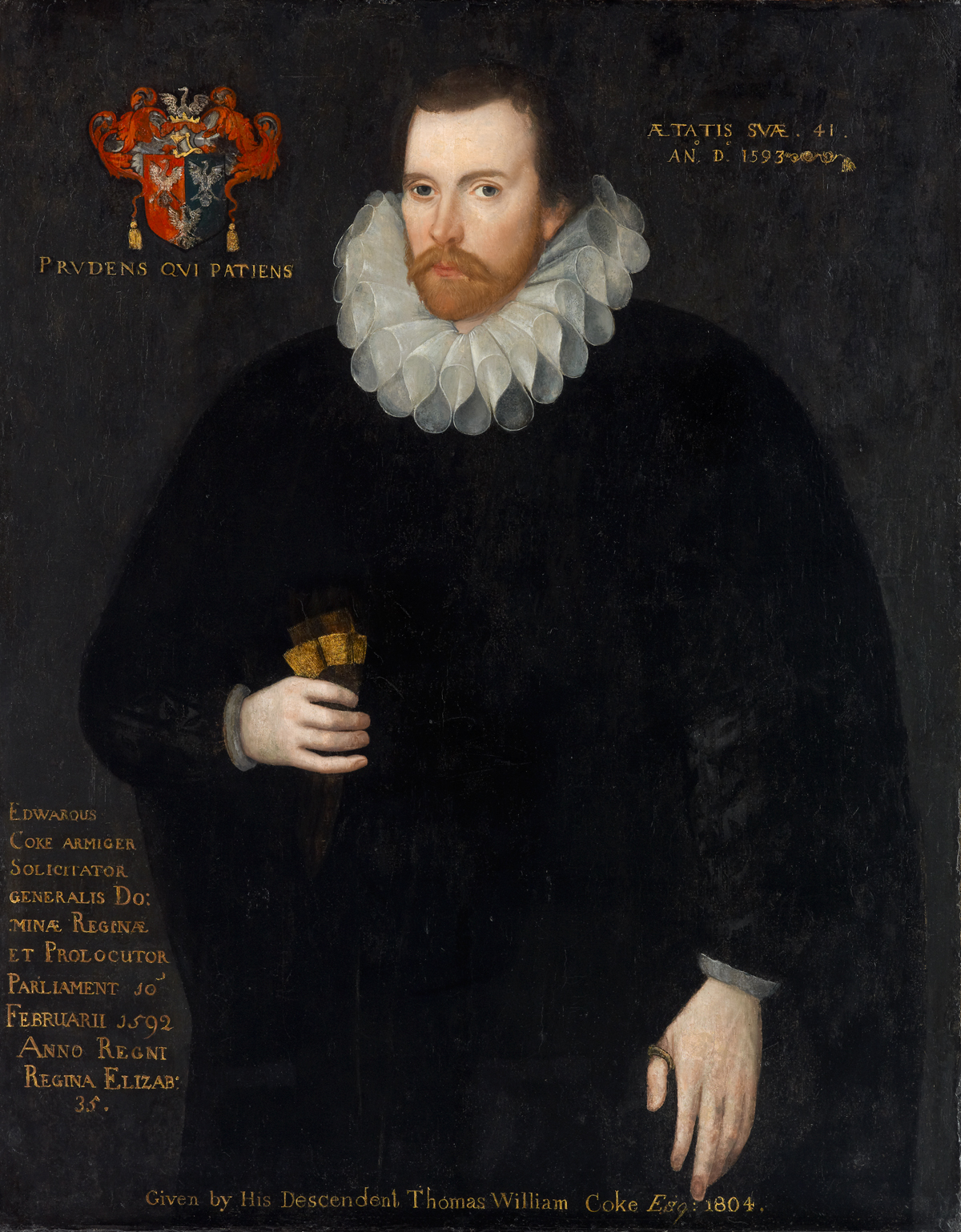
Sir Edward Coke, schrijver van juridische verhandelingen over het common law-systeem

In het common law-systeem, ook case law genoemd, wordt bij elke nieuw aangespannen rechtszaak uitgegaan van het principe dat gelijksoortige rechtszaken behandeld moeten worden volgens consistente en principiële regels, zodat ze tot een gelijksoortig resultaat leiden (stare decisis). In een common law-rechtszaak wordt hoor en wederhoor toegepast, het is een juridische strijd tussen twee partijen voor een rechter die modereert. Het initiatief ligt bij de advocaten, die op elk moment tijdens de procedure de rechter kunnen vragen een uitspraak in de zaak te doen. De rechter is lijdelijker dan in rechtsstelsels op basis van continentaal recht en is tijdens een procedure vooral een bewaker van het procesrecht.
In het geval dat partijen van mening verschillen over welke rechtsregels van toepassing zijn, kijken common law-rechters naar soortgelijke zaken in het verleden. Als een bevoegde rechtbank in een vergelijkbare zaak een uitspraak heeft gedaan, zijn rechters gehouden zich een oordeel te vormen naar analogie van de redenering die destijds is gevolgd. Als de rechtbank echter vindt dat de zaak fundamenteel verschilt van alle voorgaande zaken, hebben de rechters de bevoegdheid en de plicht een nieuwe uitspraak te doen (matter of first impression). Met deze uitspraak creëert de rechter een nieuw precedent, dat bindend is in toekomstige zaken. Deze manier van rechtsvorming staat bekend als rechtersrecht. 
In het common law-systeem is wetgeving door de overheid niet geheel afwezig. Op gebieden waarin wetgeving van overheidswege bestaat, wordt deze, in tegenstelling tot wat in andere rechtsstelsels gebruikelijk is, zo restrictief mogelijk geïnterpreteerd, vanwege de traditie zoveel mogelijk aan de rechter over te laten. Dit hangt samen met het principe dat de normen uit de jurisprudentie dienen voort te vloeien, terwijl men er in de op het continentaal recht gebaseerde landen van uitgaat dat de overheid deze normen van tevoren dient op te leggen en dat jurisprudentie slechts dient om deze 'bij te schaven'.
Echter, in zaken waarbij het legaliteitsbeginsel een grote rol speelt, zoals in belasting- en strafrecht, speelt statutory law een dominante rol. Omdat de wetgeving echter restrictief wordt uitgelegd, zal deze zeer uitgebreid en ingewikkeld zijn, met uitzonderingsbepalingen die iedere mogelijke situatie dienen te ondervangen. Ook contracten zullen op deze wijze worden opgesteld en zijn doorgaans uitgebreider dan contracten onder continentaal recht.

## Common law versus continentaal recht
Sinds de Franse Revolutie (afschaffing van het ancien régime) zijn in de meeste Europese landen de wetgeving en rechtsvorming gebaseerd op het oude Romeinse rechtsstelsel waarbij de wet is vastgelegd in wetboeken (codificatie): het continentaal recht. In dit rechtsstelsel, dat ook wel romanistisch-germanistisch recht genoemd wordt, staat de geschreven wet centraal. Het stelsel van uitgebreide en vastgelegde wetten wordt bekrachtigd door de wetgever. In België omvat de wetgevende macht zowel landelijke als gewestelijke overheden. In Nederland is de landelijke overheid de enige wetgever.
Onder het continentaal recht is de rechter in principe gebonden aan de geschreven wet. Jurisprudentie speelt alleen een rol als de wet niet in de voorliggende zaak voorziet. De rechter interpreteert dan de bestaande wet, gebruikmakend van uitspraken in andere rechtszaken. De invloed van rechterlijke uitspraken op de ontwikkeling van continentaal recht bestaat derhalve wel, maar is veel kleiner dan in common law.
Het continentaal recht is in overeenstemming met de scheiding der machten: de wetgever is verantwoordelijk voor het vaststellen van de wet, en de rechter voor de toepassing ervan. Onder de common law is de rechterlijke macht zowel verantwoordelijk voor de rechtsvorming als voor de rechtspraak. Deze verschillen zijn een uitvloeisel van historische verschillen in opvatting tussen de landen van het continent en Engeland over de plaats waar de macht berust, bij de vorst of bij het volk.